# Johannes Zimmermann (Missionar)

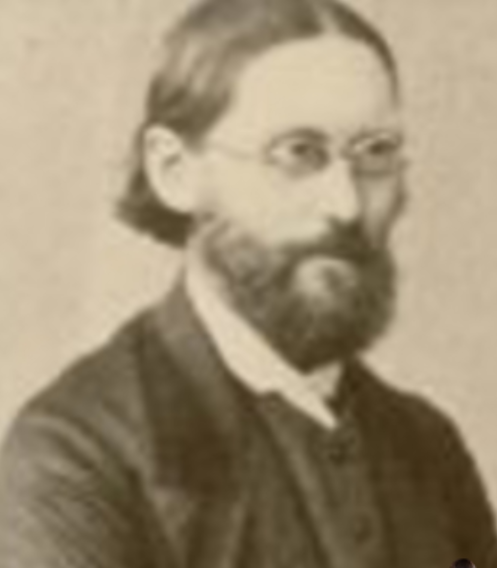
Johannes Zimmermann

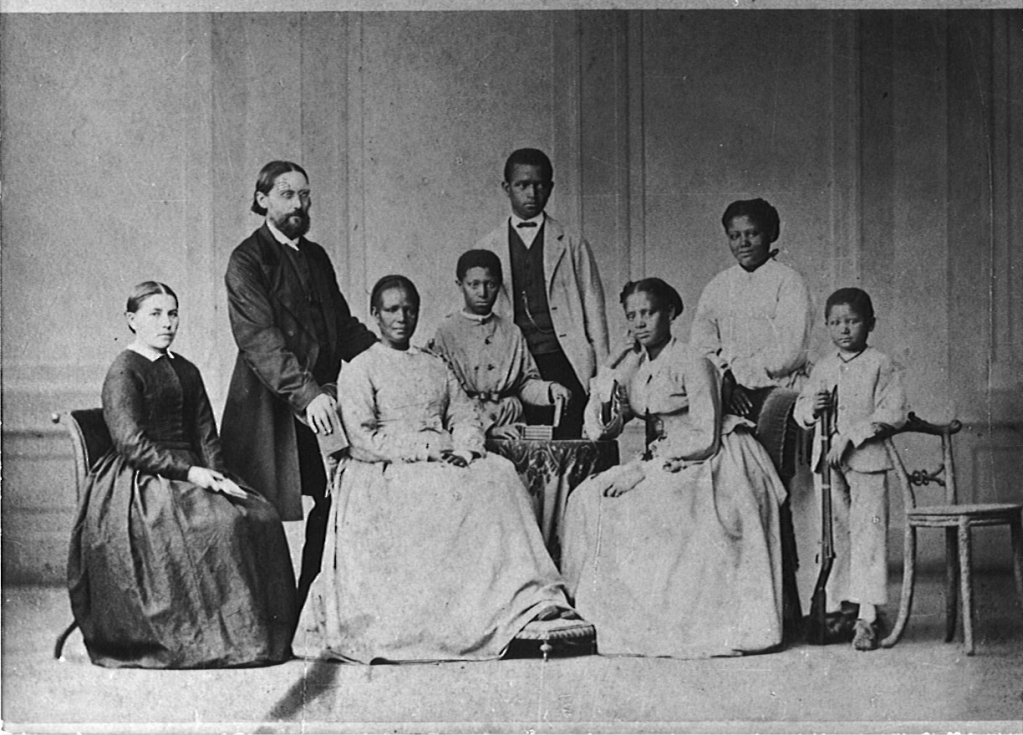
Zimmermann (1. Reihe, stehend, erster von links), Catherine Mulgrave (2. Reihe, sitzend, zweite von links), mit Kindern, 1873

Johannes Zimmermann (* 2. März 1825 in Gerlingen, Königreich Württemberg; † 13. Dezember 1876 ebenda) war ein deutscher evangelischer Missionar, Sprachforscher und Bibelübersetzer in Ghana.

## Leben
Zimmermann wuchs in einer pietistischen Familie auf. Er absolvierte die Ausbildung im Basler Missionshaus und ging 1850 im Alter von 25 Jahren im Dienst der Basler Mission an die afrikanische Goldküste. Dort, im heutigen Ghana, verbrachte er 26 Jahre, obwohl er bald an einer gefährlichen Tropenkrankheit erkrankte. Ein traditioneller afrikanischer Heiler half ihm.
In derselben Missionsstation wie Zimmermann arbeitete auch die Lehrerin Catherine Mulgrave (1827–1891). Sie war in Angola geboren und als Kind von Sklavenhändlern entführt und nach Jamaika gebracht worden, von wo sie 1843 mit einer Gruppe von 25 Freiwilligen an die Goldküste kam. Mulgrave war von ihrem ersten Mann geschieden und hatte zwei Kinder. Sie und Zimmermann heirateten am 5. Juni 1851 in Christiansborg, obwohl dies in mehrfacher Hinsicht einer Verordnung des Missionskomitees in Basel widersprach: Weder holte Zimmermann vorher eine Heiratsgenehmigung ein noch bat er die Kommission, seine Braut zu akzeptieren. Der Missionar argumentierte mit Mulgraves Situation als alleinerziehende Mutter, stellte sich als ihr Befreier dar und beschrieb seine Sehnsucht nach einem eigenen Haushalt. Dies brachte das Komitee an seine Grenzen. Da die Kommission bereits jeden aus ihrer Sicht zu engen Kontakt zwischen den Ethnien in der Mission strikt ablehnte, war ihr Verbot von sexuellem Kontakt oder gar Heirat unumstößlich. Zimmermann musste mit seiner Entfernung aus dem Missionsdienst rechnen. Gegen jede Wahrscheinlichkeit erkannte die Leitung jedoch widerwillig die Ehe zwischen Mulgrave und Zimmermann mit verhältnismäßig geringen Auflagen an: Zimmermann durfte sich nicht mehr als europäischer Bürger begreifen und Mulgrave und ihre Kinder sollten sich keine Hoffnung darauf machen, jemals nach Europa reisen zu dürfen. Die Begründungen für diese außergewöhnlich milde Entscheidung zielten darauf ab, diese Ehe als Einzelfall darzustellen, um sicher vor Nachahmern zu sein. Nach übereinstimmender Meinung der Missionare der Goldküste war Mulgrave für die Missionsarbeit vor Ort unersetzlich. In einem Brief an die Kommission führte Zimmermann als Motiv für die Heirat an, Mulgrave habe überlegt, zur methodistischen Mission zu wechseln, die in Konkurrenz zur Basler Mission stand. Die Kommission rechtfertigte ihre milde Entscheidung der Missionsöffentlichkeit gegenüber dann auch mit Mulgraves Bedeutung für die Mission und argumentierte, Zimmermann habe nicht aus eigenem Interesse gehandelt, sondern zum Wohle der Mission. Außerdem hob sie hervor, dass Mulgrave nicht etwa erst kürzlich konvertiert sei, ja, dass sie gar nicht aus Afrika stamme, also nach dem Verständnis der Kommission kein «einfaches Mädchen vom Lande» («simple village girl») war und damit als wesentlich «kultivierter» galt als die westafrikanischen Frauen.
In späteren Jahren erreichte Zimmermann, dass die gemeinsamen Kinder in Basel zur Schule gehen konnten, wie es für Nachkommen von Missionaren üblich war. Auch konnten Mulgrave und er in Zimmermanns Herkunftsort Gerlingen kommen, als Zimmermann seinen Dienst für die Mission erfüllt hatte. Ab 1872 hielt sich die Familie Zimmermann mehrmals in Gerlingen auf. Nach Zimmermanns Tod 1876 kehrte Mulgrave nach Afrika zurück und starb dort 1891. Wie es heißt, hatte sie „bei den Gerlingern keinen Kontakt gefunden“.

## Berufliche Leistungen
Zimmermann wirkte vorwiegend in Kroboland, wo er die Ga-Sprache erlernte, eine neue Schrift mit Grammatik und Rechtschreibung entwickelte und die Bibel und ein aus 500 Liedern bestehendes Gesangbuch in diese Schriftsprache übersetzt hatte.
Für Missionare hatte Zimmermann auch eine angepasste Kleidermode entworfen, die aus europäischen und afrikanischen Elementen bestand, weil er die einheimische Kultur wertschätzen wollte („den Afrikanern ein Afrikaner sein“). Außerdem leistete er umfassende Entwicklungshilfe. Er kümmerte sich um die Förderung von Bodenschätzen, modernisierte den Landbau und half auch durch vermehrten Güterexport, die Lebensverhältnisse der afrikanischen Bevölkerung zu verbessern.

## Gedenken
In Gerlingen wurde schon 1873 für Zimmermann ein Gedenkstein aufgestellt, dessen Inschrift lautete: „Allmächtiger unsterblicher Gott! Ohne dich kann nichts geschehen, deine Gnade lässt uns täglich neu beginnen. Hilfs, dass wir nicht gleiches mit gleichem vergelten. Du bist die Quelle für alles, wir können uns nicht rühmen. Wir sind in Leben und Tod in dir verbunden. Im Tod sind wir alle gleich. Das Gras verdorrt, die Blume welkt, aber das Wort Gottes bleibt in Ewigkeit!“ Ein Nachtrag erfolgte nach seinem Tod: „Johannes Zimmermann aus Gerlingen, Missionar, Sprachforscher, Freund Afrikas, 1850–1876 Odumase Abokobi Akropong Ghana.“
Durch den Besuch eines Geistlichen der Presbyterianischen Kirche von Ghana im Jahr 1970 wurde die Stadt auf ihren fast vergessenen – in Ghana indes hochgeachteten – Sohn aufmerksam. Seither kam es mehrfach zu gegenseitigen Besuchen zwischen Vertretern der Stadt und westafrikanischen Würdenträgern.